# Tolkien Peak
Der Tolkien Peak ist ein 2380 m hoher Berg mit einer Schartenhöhe von 350 m im Südwesten der kanadischen Provinz British Columbia.

## Geographie
Der Tolkien Peak liegt in der Cadwallader Range im Birkenhead Lake Provincial Park, 32 km nördlich von Pemberton und 2,9 km südlich des Mount Gandalf (2391 m), des nächsthöheren Berges. Die Abflüsse der Niederschläge vom Berg fließen in Zuflüsse des Fraser River.

## Geschichte
Der Berg ist nach J. R. R. Tolkien (1892–1973) benannt, dem Autor der Romane Der Hobbit und Der Herr der Ringe. Die Namen der nahegelegenen Mount Aragorn, Mount Gandalf und Mount Shadowfax sind den fiktionalen Charakteren seiner Bücher entnommen,  welche 1972 während des Aussitzens stürmischen Wetters durch die Beteiligten der Erstbesteigung gelesen wurden.

## Klima
In Bezug auf die Klimaklassifikation nach Köppen und Geiger herrscht am Gipfel des Tolkien Peak ein subarktisches Klima. Die meisten Wetterfronten stammen vom Pazifik und bewegen sich ostwärts auf die Coast Mountains zu, wo sie durch die Berge zum  Aufsteigen (Windstau) gezwungen werden, was wiederum dazu führt, dass die enthaltene Feuchtigkeit in Form von Regen oder Schnee abgegeben wird. Im Ergebnis führt das zu hohen Niederschlägen in den Coast Mountains, insbesondere zu starken Schneefällen im Winter. Die Temperaturen können unter −20 °C fallen, unter Berücksichtigung von Windchill-Einfluss unter −30 °C. Die Monate Juli bis September bieten die besten Wetterbedingungen für einen Aufstieg.